# 청운초등학교 (강원)
청운초등학교(靑雲初等學校)는 대한민국 강원특별자치도 동해시에 있는 공립 초등학교이다.

## 학교 연혁
- 1999.06.24 설립인가
- 2000.10.16 공사착공
- 2002.08.28 준공
- 2002.09.01 청운초등학교 개교(29학급 편제)
- 2013.09.02 제6대 전윤택 교장 취임
- 2014.02.13 제11회 졸업식 (졸업생 283명, 총 3,115명)
- 2014.03.01 47학급 편성(특수학급 1학급), 병설 유치원 1학급 편성

## 참고 자료
- 청운초등학교 - 한국교육학술정보원 학교알리미